# Kup Hrvatske u hokeju na travi za muškarce 2009.
Kup Hrvatske u hokeju na travi za muškarce za 2009. godinu je igran u proljetnom dijelu sezone 2008./09. Kup je osvojila momčad "Jedinstva" iz Zagreba. 

## Rezultati
| klub1                      | -               | klub2                      | 1. ut           | 2. ut           | napomene                                       |
| četvrtzavršnica            | četvrtzavršnica | četvrtzavršnica            | četvrtzavršnica | četvrtzavršnica | četvrtzavršnica                                |
| -------------------------- | --------------- | -------------------------- | --------------- | --------------- | ---------------------------------------------- |
| Jedinstvo Zagreb           | -               | Trešnjevka Zagreb          | 4:0             | 5:2             |                                                |
| Mladost Zagreb             | -               | Marathon Zagreb            | 6:3             | 4:1             |                                                |
| Zelina (Sveti Ivan Zelina) | -               | Akademičar Mladost Zagreb  | 8:0             | 6:0             |                                                |
| Mladost II Zagreb          | -               | Concordia Zagreb           | 1:0             | 1:2 (3:4 7m)    | "Concordia" prošla boljim izvođenjem sedmeraca |
|                            |                 |                            |                 |                 |                                                |
| poluzavršnica              |                 |                            |                 |                 |                                                |
| Mladost Zagreb             | -               | Zelina (Sveti Ivan Zelina) | 10:0            | 3:1             |                                                |
| Jedinstvo Zagreb           | -               | Concordia Zagreb           | 13:0            | 8:0             |                                                |
|                            |                 |                            |                 |                 |                                                |
| završnica                  |                 |                            |                 |                 |                                                |
| Mladost Zagreb             | -               | Jedinstvo Zagreb           | 2:3 (prod.)     |                 | "Jedinstvo" pobjednik kupa                     |

## Unutrašnje poveznice
- Kup Hrvatske u hokeju na travi za muške
- Prvenstvo Hrvatske u hokeju na travi 2008./09.

## Vanjske poveznice
- hhs-chf..hr, Hrvatski hokejski savez